# ヤマハ・ドラッグスター

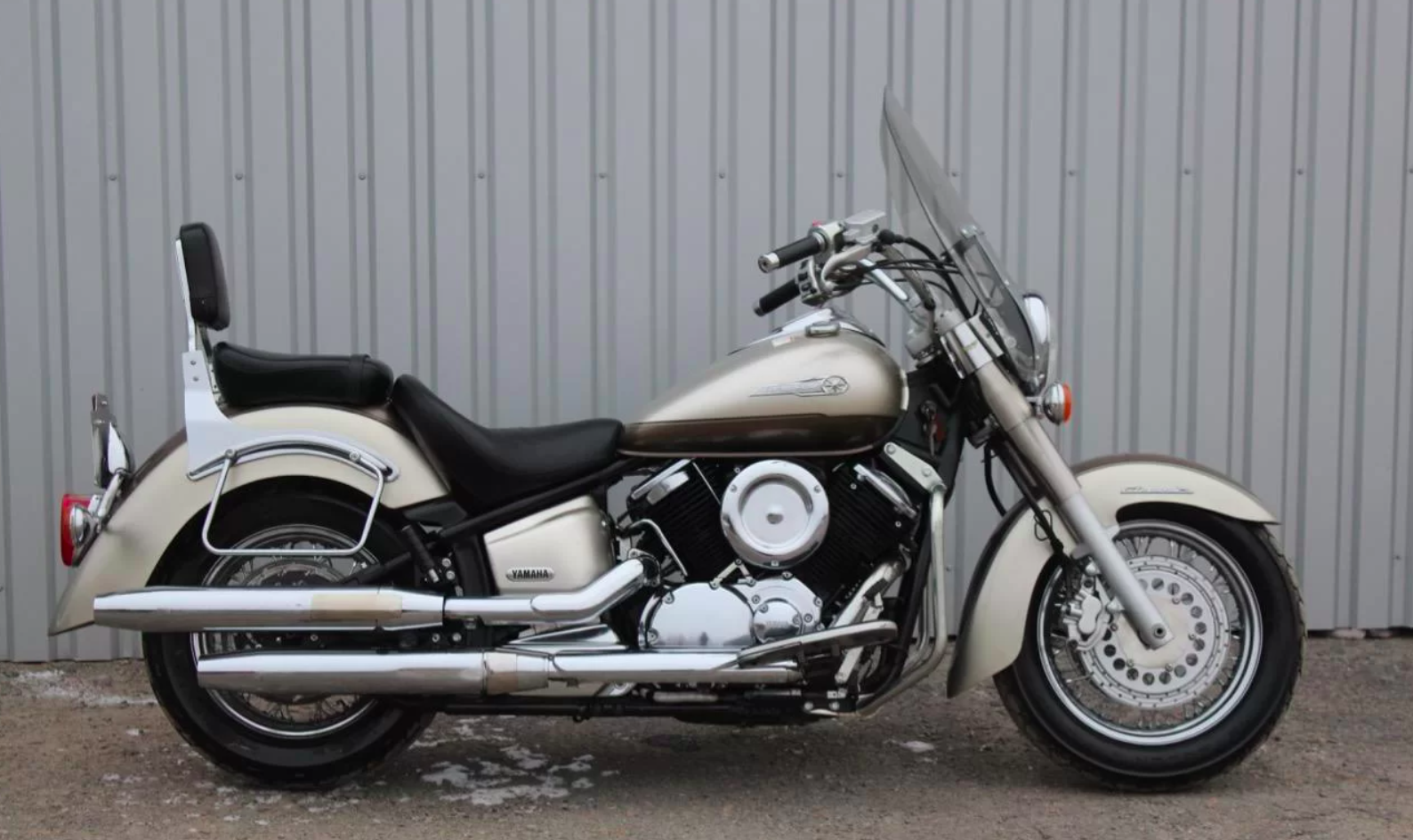
ドラッグスター クラシック1100

ドラッグスター（DragStar）は、ヤマハ発動機が製造・販売しているクルーザー（アメリカン）タイプのオートバイ、もしくはシリーズ名である。
1996年の登場以来、シリーズ車種として排気量別に生産されている。2008年の自動車排出ガス規制強化を受け、2009年以降に日本国内で販売されているのはドラッグスター250 (DS250) とドラッグスター400 (DS4) およびドラッグスタークラシック400 (DSC4) のみとなっている。
車名に関しては、メーカー公式の通称などを含め、複数の表記が見られる。400 ccクラスのモデルを例に取ると、「ドラッグスター400」「XVS400」「DS4（ディーエスフォー / ドラッグスターフォー）」などの呼称は、すべて同一の車種を示している。
本項ではXVSシリーズのうち「ドラッグスター」のサブネームを与えられたモデルを中心に解説するとともに、輸出仕様の「V-star」シリーズについても補足を行う。

## モデル一覧

### ドラッグスター / クラシック 400
ドラッグスターシリーズ最初の車種となる「ドラッグスター400」 (DS4) は、XV400ビラーゴの後継車種として、1996年2月に登場。ビラーゴで採用されていた空冷V型2気筒SOHC2バルブ400 ccエンジンを、鼓動感を強調するべく大幅にリファインし、低く構えた新設計フレームに搭載。リジッド（サスペンションが全く無い状態）に見えるモノショック式リアスイングアームと相まって、独特のフォルムを作り上げている。カバーをあえて装備しないシャフトドライブも、メカニカルな雰囲気をより強調するのに一役買っている。スポーツタイプの車種と互角、とまではいかないものの、アメリカンらしからぬ素直なハンドリングも特徴である。
1998年2月、派生車種として「ドラッグスタークラシック400」 (DSC4) が登場。400の車体をベースにフロントにワイドタイプの16インチタイヤに前後ディープフェンダー、専用の大型ヘッドライト、鞍型シート、また専用設計のフットペグなどを装備し、ノーマルモデルとは一味違う重厚なスタイルを演出している。
2000年3月、シリーズとして初のマイナーチェンジが行われ、車両型式およびエンジン型式が「BC-VH01J」型・「H601E」型に更新された。同年12月には、ドラッグスタークラシックがマイナーチェンジを受け、フットボードとシーソー式チェンジペダルを採用することで、より快適なフォワードコントロールスタイルを実現している。
2008年9月、自動車排出ガス規制の強化により、一旦生産終了となる。
2009年11月、新たに燃料噴射装置や三元触媒などを装備した2010年モデルの販売が同16日より開始された。同年式以降の車両型式およびエンジン型式は「EBL-VH02J」型・「H602E」型となる。
2017年9月1日、平成28年度自動車排出ガス規制強化により同日までに対応適応できない現行車種は販売できないため、生産終了が発表された。

### ドラッグスター / クラシック 1100
ドラッグスターシリーズのフラッグシップモデルとなる「ドラッグスター1100」 (DS11) は、1999年3月に登場。「イレブン」と呼ばれる事が多い。
搭載されるエンジンは先代「XV1100ビラーゴ」の空冷V型2気筒SOHC2バルブ1100 ccをベースに、同社のスポーツモデル「XJR1300」や「YZF-R1」などで採用されるメッキシリンダー、浸炭コンロッド、鍛造ピストンなどを組み込まれ、大幅な見直しを受けた。
プレス式バックボーンフレームからダブルクレードルに変更されたフレーム、ツインショック式からリジット風モノショックへと変更されたサスペンション、さらにリアブレーキをドラム式からディスク式へと変更するなど、徹底したリニューアルが図られている。
400 ccモデルと同様の低く構えた車体に1100 cc版独特の迫力のあるスタイル、また従来のクルーザーとは一線を画したスポーティーなエンジンフィールとハンドリングで、一躍国産大型アメリカンモデルの人気モデルとなった。
2000年10月には、400クラシックと同様の変更を受けたバリエーションモデル「ドラッグスタークラシック1100」 (DSC11) が追加されている。
2008年モデルが国内仕様車の最終型となり、2010年段階まで販売された。
日本国外仕様車については、欧州一般向けの「XVS1100DragStar」が2007年モデルを最終として2009年まで販売され、北米向けの「V-Star1100」は2009年モデルを最終型として2013年段階まで販売された。

### ドラッグスター250
ドラッグスターシリーズの末弟モデルとなる「ドラッグスター250」 (DS250) は、XV250ビラーゴの後継車種として、2000年6月に登場。
搭載されるエンジンは、先代のビラーゴ250からのキャリーオーバーとなる空冷250 cc V型2気筒をベースに、サイレントカムチェーンとオートテンショナーを採用し、シリンダーブロックの空冷フィン大型化やクランクケースの肉厚化など、大幅にリファインしたもの。制御系では、スロットルポジションセンサーやエアインダクションシステムを採用するなど、近代的な改良が施されている。
ドラッグスターシリーズの中でも、リジッド風モノショック式ではなくツインショック式のサスペンションを採用する点、シャフト駆動ではなくチェーン駆動を採用する点などが特徴である。
2008年5月30日には自動車排出ガス規制対応のマイナーチェンジが行われた。エンジンのセッティングを大幅に見直され、酸化還元触媒付きのマフラーを装備させて規制のクリアを図られている。同年式以降の型式は「JBK-VG05J」型、エンジン型式は「G607E」型となる（燃料供給装置はBDS26型キャブレターを継続採用）。
ドラッグスター250は、2010年代に日本国内で販売されている250 ccクラスのクルーザーとしては唯一のモデルである（2010年から2014年の段階）。同クラスの競合車種であるホンダ・V-TWNマグナおよびカワサキ・エリミネーター250Vは、軽二輪対象の平成18年排出ガス規制により2007年のラインナップを最後に販売を終了している（もうひとつの競合車種であるスズキ・イントルーダーLC250はその前年2006年が最終ラインナップ）。
なお2017年にメーカーより生産終了が公表されている。
BA-VG02J仕様沿革
- 2000年：5KR1（2000年6月8日発売）
  - 車体色：「ライトイエローイッシュグレーメタリック9」「ブラック2」

- 2001年：5KR4（2001年4月9日発売）
  - 車体色：「シルキーホワイト」、「ブラック2」（前年より継続）。

- 2002年：5KR7（2002年3月15日発売）
  - 車体色：「ニューパールホワイト」、「ブラック2」（前年より継続）。

- 2004年：5KRB（2004年1月23日発売）
  - 車体色：「ニューパールホワイト」（新色）、「ブラック2」（新色）。

- 2005年：5KRD（2005年2月25日発売）
  - 車体色：「ニューパールホワイト」（前年より継続）、「ブラック2」（前年より継続）。

- 2006年：5KRF（2006年2月16日発売）
  - 車体色：「ブルーイッシュホワイトカクテル1」、「ブラックメタリックX」。

- 2006年：5KRG（2006年7月29日発売）
  - 車体色：「ヤマハブラック×ニューホワイト」※10周年記念モデル

- 2007年：5KRJ（2007年2月15日発売）
  - 車体色：「ブルーイッシュホワイトカクテル1」（前年より継続）、「ブラックメタリックX」（前年より継続）、「ダークバイオレットメタリックA」。

JBK-VG05J仕様沿革
- 2008年：19D1 / 19D2（2008年5月30日発売）
  - 車体色：19D1「ニューパールホワイト」（新色）、19D1「ブラックメタリックX」（新色）、19D2「ベリーダークオレンジメタリック1」。

- 2011年：19D3 / 19D4（2010年12月17日発売）
  - 車体色：19D3「ニューパールホワイト」（新色）、19D4「ブラックメタリックX」（新色）。

- 2012年3月：19D5（2012年3月14日発売）
  - 車体色：19D5「ニューホワイト」（クラシックエディション）。※19D3「ニューパールホワイト」、19D4「ブラックメタリックX」は継続。

- 2013年1月：19D6（2013年2月14日発売）
  - 車体色：19D6「ディープレッドメタリックK」。※19D4「ブラックメタリックX」、19D5「ニューホワイト」は継続。

- 2015年：19D7（2015年1月20日発売）
  - 車体色：19D7「マットグレーメタリック3」。※19D5「ニューホワイト」、19D6「ディープレッドメタリックK」は継続。

## その他のシリーズ車種

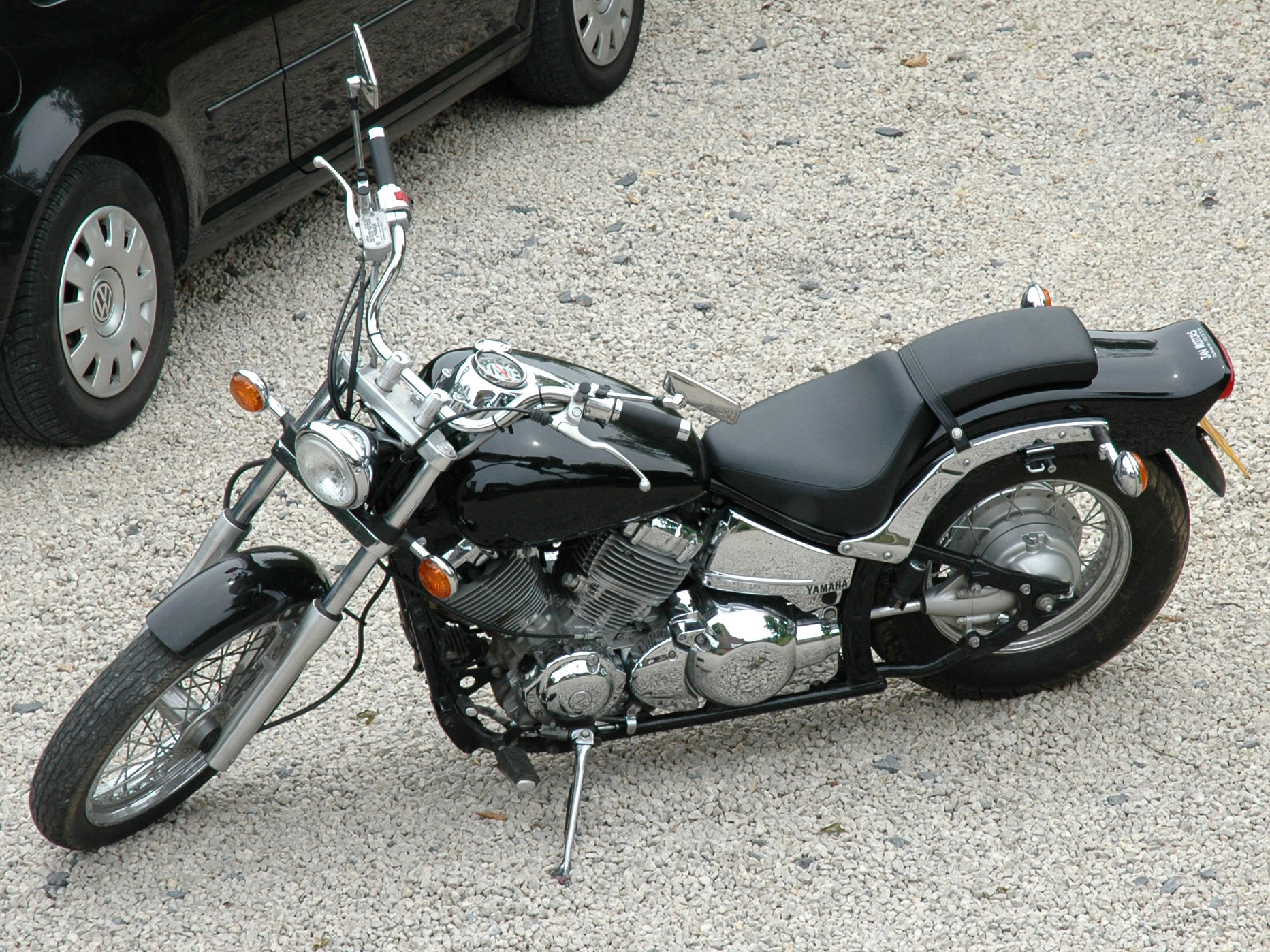
ドラッグスター650

その他の輸出向け専用となるシリーズ車種としては、ドラッグスター400をベースに650 ccクラスまで排気量を拡大した「ドラッグスター650」 (XVS650) や、ドラッグスター250をベースに125 ccクラスまで排気量を縮小した「ドラッグスター125」 (XVS125) なども存在し、いずれも少量ではあるが過去には日本でも逆輸入車というかたちで販売されていた。
なお、北米市場でのヤマハ製クルーザーモデルは「Star Motorcycles（スターモーターサイクルズ）」ブランドに集約されており、「V-Star」シリーズがメインブランドとなっている。同シリーズには、ドラッグスター650の北米モデル「V star Custom / V star Classic / V star Silverado」がラインナップされている（同クラスのモデルは車種名に排気量ナンバーを含まないのが特徴）。